# Nogometni Klub Rudar Velenje
Il Nogometni klub Rudar Velenje, noto anche come Rudar Velenje, è una società calcistica slovena con sede nella città di Velenje. Milita nella Druga liga, la seconda serie del campionato sloveno di calcio.
Lo stadio municipale Ob Jezeru, che ospita le partite interne della squadra, ha una capacità complessiva di 2 500 spettatori, dei quali 2 341 a sedere.

## Storia
Il club venne fondato nell'agosto 1948. Dopo aver militato nel campionato locale della Sottolega di Celje, ottenne la promozione nella Lega Repubblicana Slovena nel 1953. Due anni dopo, il 3 luglio 1955, venne inaugurato lo stadio attuale, l'Ob Jezeru. Dopo una breve crisi il club fece ritorno nella lega repubblicana slovena nel 1962. Per la stagione 1974-75 il club ingaggiò un allenatore di professione, Živko Stakič, e nel 1977 vinse il campionato repubblicano sloveno, conquistando di conseguenza una storica promozione nel campionato cadetto jugoslavo (la druga savezna liga), dove militò fino al 1982. Nell'ultima stagione prima della disgregazione della Jugoslavia, il club vinse il titolo di campione repubblicano di Slovenia per la seconda volta, conquistando la promozione nella Terza Lega jugoslava alla quale dovette rinunciare per il distacco dalla Repubblica Socialista Federale di Jugoslavia.
Dopo l'indipendenza della Slovenia nel 1991 il club fu uno dei fondatori della PrvaLiga slovena, dove ha militato ininterrottamente fino alla stagione 2002-2003, vincendo anche una Coppa di Slovenia, nel 1998, battendo in finale l'NK Primorje. Tale vittoria le valse la qualificazione all'ultima edizione della Coppa delle Coppe, dove fu eliminata dal Varteks al primo turno.
Fece ritorno in PrvaLiga nella stagione 2005-2006, ma venne immediatamente retrocesso. Nel 2007-2008, vincendo la 2.SNL, è stato nuovamente promosso in Prva Liga.
Conclude la Prva Liga 2017-2018 al quarto posto in classifica e questo risultato permette alla squadra di prendere parte alle qualificazioni di UEFA Europa League 2017-2018. Qui elimina senza problemi, come da pronostico, la compagine sammarinese del Tre Fiori con un complessivo di 10-0; dopodiché incontra la Steaua Bucarest che elimina gli sloveni con un complessivo totale di 6-0.
Al termine della stagione 2019-2020 retrocede in seconda divisione concludendo il campionato all'ultimo posto con soli 12 punti (frutto di 12 pareggi, senza mai trovare la vittoria in 36 partite).

## Palmarès

### Competizioni nazionali
- Slovenska republiška nogometna liga: 2

1976-1977, 1990-1991
- Coppa di Slovenia: 1

1997-1998

### Altri piazzamenti
- Campionato sloveno:

Terzo posto: 1998-1999, 1999-2000, 2008-2009, 2013-2014
- Coppa di Slovenia:

Semifinalista: 1995-1996, 2000-2001, 2011-2012, 2013-2014

## Statistiche e record

### Statistiche nelle competizioni UEFA
Tabella aggiornata alla fine della stagione 2018-2019.
| Competizione                  | Partecipazioni | G  | V | N | P | RF | RS |
| ----------------------------- | -------------- | -- | - | - | - | -- | -- |
| Coppa delle Coppe             | 1              | 4  | 1 | 1 | 2 | 2  | 2  |
| Coppa UEFA/UEFA Europa League | 3              | 10 | 4 | 2 | 4 | 18 | 14 |
| Coppa Intertoto               | 2              | 8  | 0 | 3 | 5 | 7  | 13 |

## Organico

### Rosa 2022-2023
| N. |                                 | Ruolo | Calciatore        |
| -- | ------------------------------- | ----- | ----------------- |
| 3  | Serbia (bandiera)               | D     | David Hrubik      |
| 4  | Slovenia (bandiera)             | D     | David Kašnik      |
| 5  | Serbia (bandiera)               | D     | Jovan Pavlović    |
| 6  | Slovenia (bandiera)             | C     | Luka Lovenjak     |
| 7  | Serbia (bandiera)               | A     | Nemanja Tomašević |
| 8  | Slovenia (bandiera)             | C     | Damjan Trifkovič  |
| 9  | Croazia (bandiera)              | A     | Borna Petrović    |
| 10 | Slovenia (bandiera)             | C     | Leon Črnčič       |
| 11 | Slovenia (bandiera)             | A     | Nace Koprivnik    |
| 12 | Slovenia (bandiera)             | P     | Tomaž Stopajnik   |
| 13 | Slovenia (bandiera)             | P     | Matej Radan       |
| 14 | Bosnia ed Erzegovina (bandiera) | C     | Mićo Kuzmanović   |
| 15 | Slovenia (bandiera)             | D     | Leo Ejup          |
| 17 | Croazia (bandiera)              | A     | Dominik Radić     |
| 18 | Croazia (bandiera)              | C     | Mislav Anđelković |

| N. |                                 | Ruolo | Calciatore      |
| -- | ------------------------------- | ----- | --------------- |
| 19 | Croazia (bandiera)              | C     | Mateo Panadić   |
| 20 | Slovenia (bandiera)             | C     | Adam Vošnjak    |
| 21 | Croazia (bandiera)              | D     | Josip Filipović |
| 23 | Slovenia (bandiera)             | P     | Danijel Starčić |
| 24 | Slovenia (bandiera)             | C     | Nejc Pušnik     |
| 25 | Slovenia (bandiera)             | D     | Elvedin Džinič  |
| 26 | Slovenia (bandiera)             | C     | Cene Kitek      |
| 27 | Slovenia (bandiera)             | A     | Haris Kadrić    |
| 29 | Croazia (bandiera)              | D     | Dino Škvorc     |
| 34 | Croazia (bandiera)              | D     | Maksim Oluić    |
| 39 | Slovenia (bandiera)             | A     | Dem Pljava      |
| 43 | Slovenia (bandiera)             | C     | Aljaž Krefl     |
| 44 | Croazia (bandiera)              | D     | Marko Ćosić     |
| 45 | Slovenia (bandiera)             | C     | Robert Pušaver  |
| 96 | Bosnia ed Erzegovina (bandiera) | C     | Rijad Kobiljar  |

### Rosa 2014-2015
| N. |                                 | Ruolo | Calciatore          |
| -- | ------------------------------- | ----- | ------------------- |
| 2  | Slovenia (bandiera)             | D     | Alen Bukšek         |
| 5  | Bosnia ed Erzegovina (bandiera) | C     | Nemanja Stjepanović |
| 6  | Slovenia (bandiera)             | C     | Uroš Rošer          |
| 7  | Slovenia (bandiera)             | A     | Ivan Firer          |
| 8  | Slovenia (bandiera)             | C     | Aljaž Krefl         |
| 10 | Slovenia (bandiera)             | C     | Leon Črnčič         |
| 11 | Slovenia (bandiera)             | C     | Nejc Plesec         |
| 13 | Slovenia (bandiera)             | P     | Matej Radan         |
| 14 | Slovenia (bandiera)             | C     | Milan Kocić         |
| 17 | Slovenia (bandiera)             | A     | Dragan Jelić        |
| 19 | Slovenia (bandiera)             | D     | Senad Jahić         |

| N. |                     | Ruolo | Calciatore      |
| -- | ------------------- | ----- | --------------- |
| 20 | Slovenia (bandiera) | D     | David Kašnik    |
| 21 | Slovenia (bandiera) | C     | Nikola Tolimir  |
| 22 | Slovenia (bandiera) | P     | Matjaž Rozman   |
| 23 | Slovenia (bandiera) | C     | Denis Klinar    |
| 24 | Albania (bandiera)  | A     | Enis Saramati   |
| 25 | Slovenia (bandiera) | C     | Klemen Bolha    |
| 26 | Slovenia (bandiera) | D     | Elvedin Džinič  |
| 27 | Slovenia (bandiera) | D     | Rusmin Dedič    |
| 28 | Slovenia (bandiera) | C     | Dalibor Radujko |
| 29 | Croazia (bandiera)  | D     | Ivan Knezović   |
| 33 | Croazia (bandiera)  | C     | Mario Babić     |

### Rosa 2010-2011
| N. |                                 | Ruolo | Calciatore        |
| -- | ------------------------------- | ----- | ----------------- |
| 1  | Slovenia (bandiera)             | P     | Safet Jahič       |
| 2  | Slovenia (bandiera)             | C     | Alem Mujaković    |
| 3  | Slovenia (bandiera)             | D     | Aleš Jeseničnik   |
| 4  | Finlandia (bandiera)            | C     | Marko Kolsi       |
| 5  | Serbia (bandiera)               | D     | Nenad Novaković   |
| 6  | Slovenia (bandiera)             | D     | Fabijan Cipot     |
| 7  | Slovenia (bandiera)             | C     | Uroš Korun        |
| 8  | Slovenia (bandiera)             | C     | Damjan Trifkovič  |
| 9  | Bosnia ed Erzegovina (bandiera) | A     | Mirza Mešić       |
| 10 | Slovenia (bandiera)             | C     | Denis Grbić       |
| 11 | Macedonia del Nord (bandiera)   | A     | Dragan Čadikovski |

| N. |                     | Ruolo | Calciatore        |
| -- | ------------------- | ----- | ----------------- |
| 15 | Slovenia (bandiera) | C     | Rajko Rotman      |
| 16 | Slovenia (bandiera) | D     | Sebastjan Berko   |
| 17 | Slovenia (bandiera) | C     | Rok Roj           |
| 18 | Slovenia (bandiera) | D     | Doris Kelenc      |
| 21 | Slovenia (bandiera) | A     | Elvis Bratanović  |
| 22 | Slovenia (bandiera) | C     | Nikola Tolimir    |
| 25 | Slovenia (bandiera) | D     | Boštjan Jelečevič |
| 26 | Serbia (bandiera)   | P     | Boban Savić       |
| 27 | Slovenia (bandiera) | D     | Rusmin Dedič      |
| 30 | Slovenia (bandiera) | P     | Mihael Hertelendi |